# Jacobuskathedraal (Szczecin)
De Jacobuskathedraal of Jacobikerk (Pools: Bazylika archikatedralna św. Jakuba w Szczecinie, Duits: Jakobskathedrale) van Szczecin is een kerkgebouw in de stijl van de baksteengotiek. Het betreft een van de grootste kerkgebouwen van Pommeren. De kerk is de kathedraal van het rooms-katholieke aartsbisdom Szczecin-Kamień.

## Geschiedenis
De kerk werd stapsgewijs in de periode van de 13e tot de 15e eeuw gebouwd. Na de reformatie tot 1945 werd het gebouw gebruikt door de lutherse kerkgemeente van het toen Duitse Stettin. Na de afbraak van de Mariakerk in 1831 was de Jacobikerk de hoofdkerk van de stad.
Het laatgotische koor is bijna even groot als het kerkschip. Oorspronkelijk bezat de kerk twee torens, maar tussen 1456 en 1503 kreeg de kerk één toren in het midden van het westwerk. Bij de belegering van de stad tijdens de Schoonse Oorlog in het jaar 1677 werd de gotische spits van de toren verwoest. Pas tijdens een restauratie in 1894 kreeg de kerk weer een spits.
In augustus 1944 verwoestte een bombardement op de stad grote delen van de kerk. Ook het historische orgel ging verloren. Het koor en de toren met uitzondering van de spits werden gespaard. Na de oorlog kwam Stettin binnen de nieuwe grenzen van Polen te liggen en nam de rooms-katholieke kerk de ruïne over. De overheid was terughoudend om de kerk te herbouwen, maar conservators wezen er op dat afbraak van de ruïne duurder zou uitvallen en dus werd de kerk in de jaren 1947-1949 tijdelijk beschermd tegen verdere vernietiging. Herbouw van de kerk vond pas plaats na de vorming van het nieuwe bisdom Szczecin-Kamień door paus Paulus VI op 28 juli 1972. De herbouw zou drie jaar duren. De noordelijke muur werd gereconstrueerd in een moderne stijl die slecht harmonieerde met de rest van het gebouw en de toren werd gestabiliseerd zonder herstel van de spits. In plaats daarvan kreeg de toren een schilddak waardoor de hoogte niet verder reikte dan 60 meter.
Paus Johannes Paulus II verhief de kerk in 1983 tot basilica minor.
Vanaf 2007 werd de kerk verbouwd, waarbij op de kerktoren weer een spits werd geplaatst. De nieuwe spits heeft niet hetzelfde aanzien van de in 1944 vernietigde spits, maar is een reconstructie van de spits zoals deze op een afbeelding uit het jaar 1624 wordt voorgesteld. Op de kerktoren bevindt zich een uitzichtplatform, dat men sinds 2009 via een lift kan bereiken. In 2010 werd een barokke dakruiter op het kerkschip geplaatst.
De middeleeuwse inrichting van de kerk met 52 altaren ging reeds in het begin van de 17e eeuw verloren. Het huidige hoogaltaar is afkomstig uit het cisterciënzer klooster van Kołbacz.

## Externe link

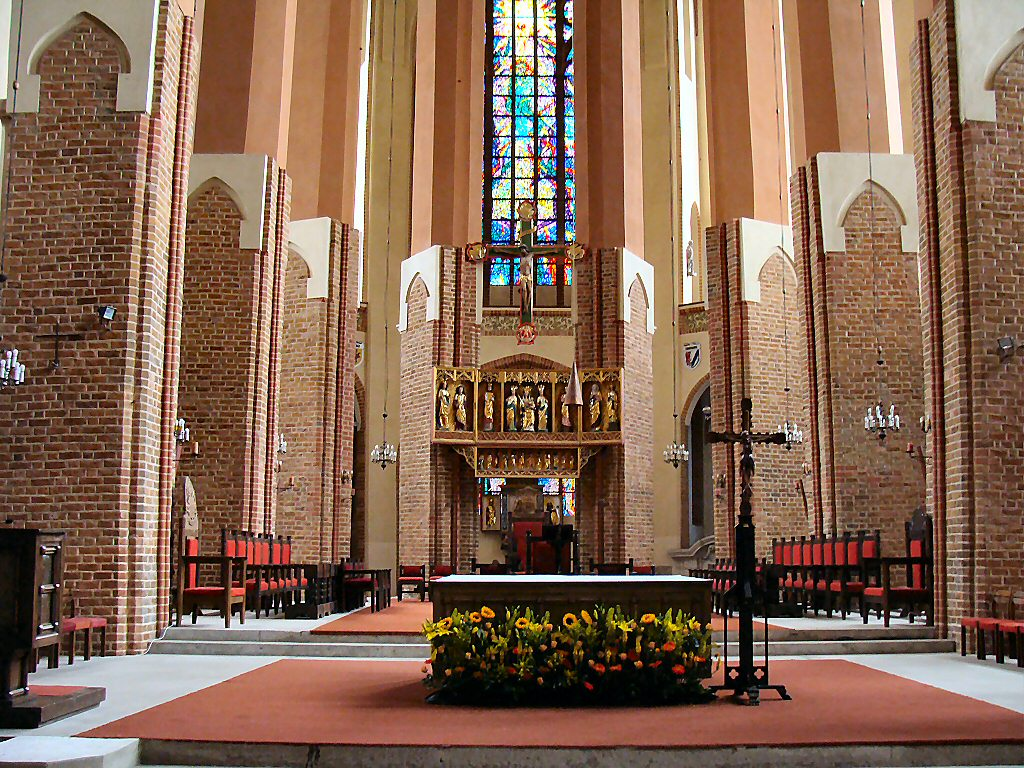
Koor
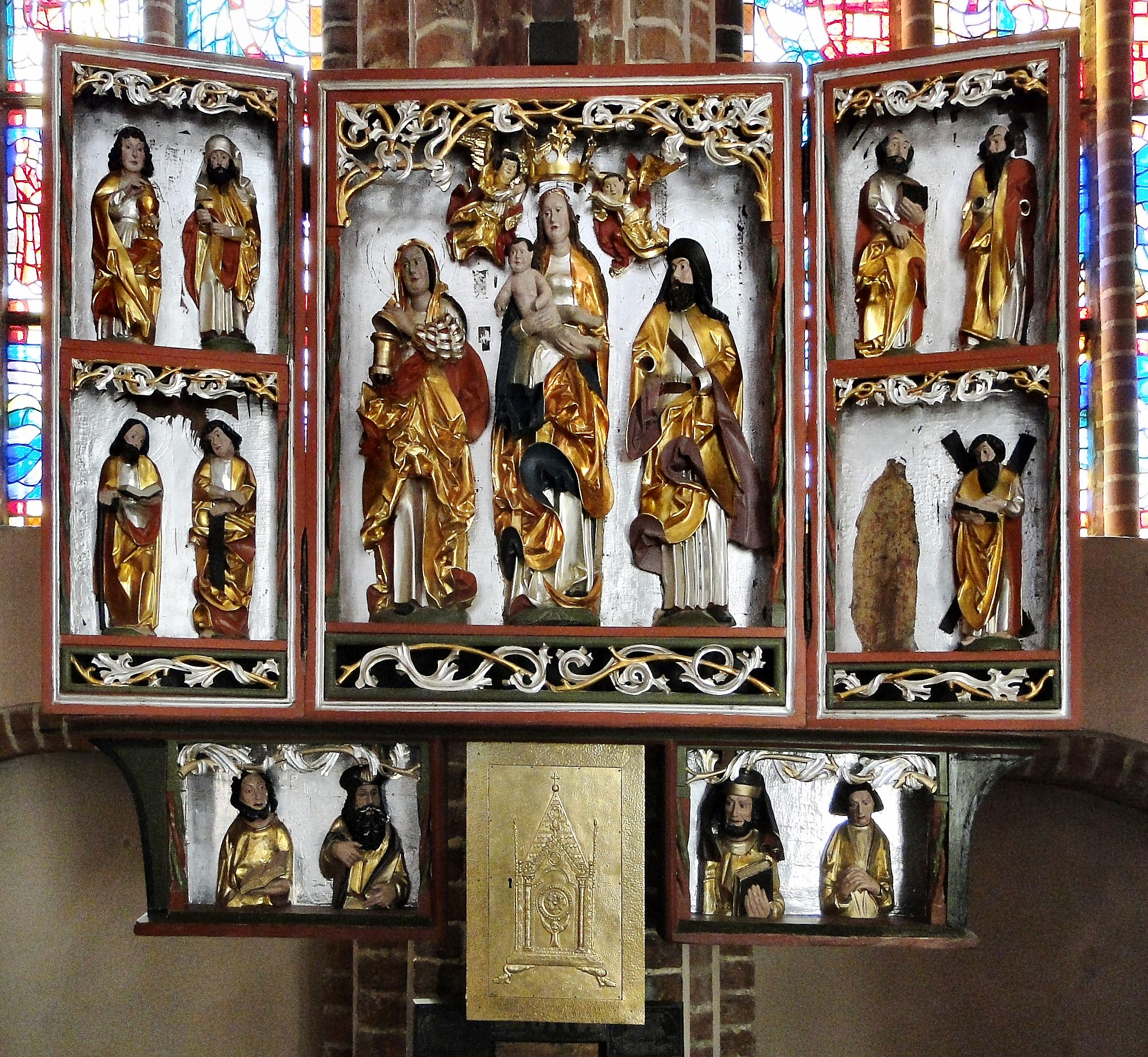
Altaar
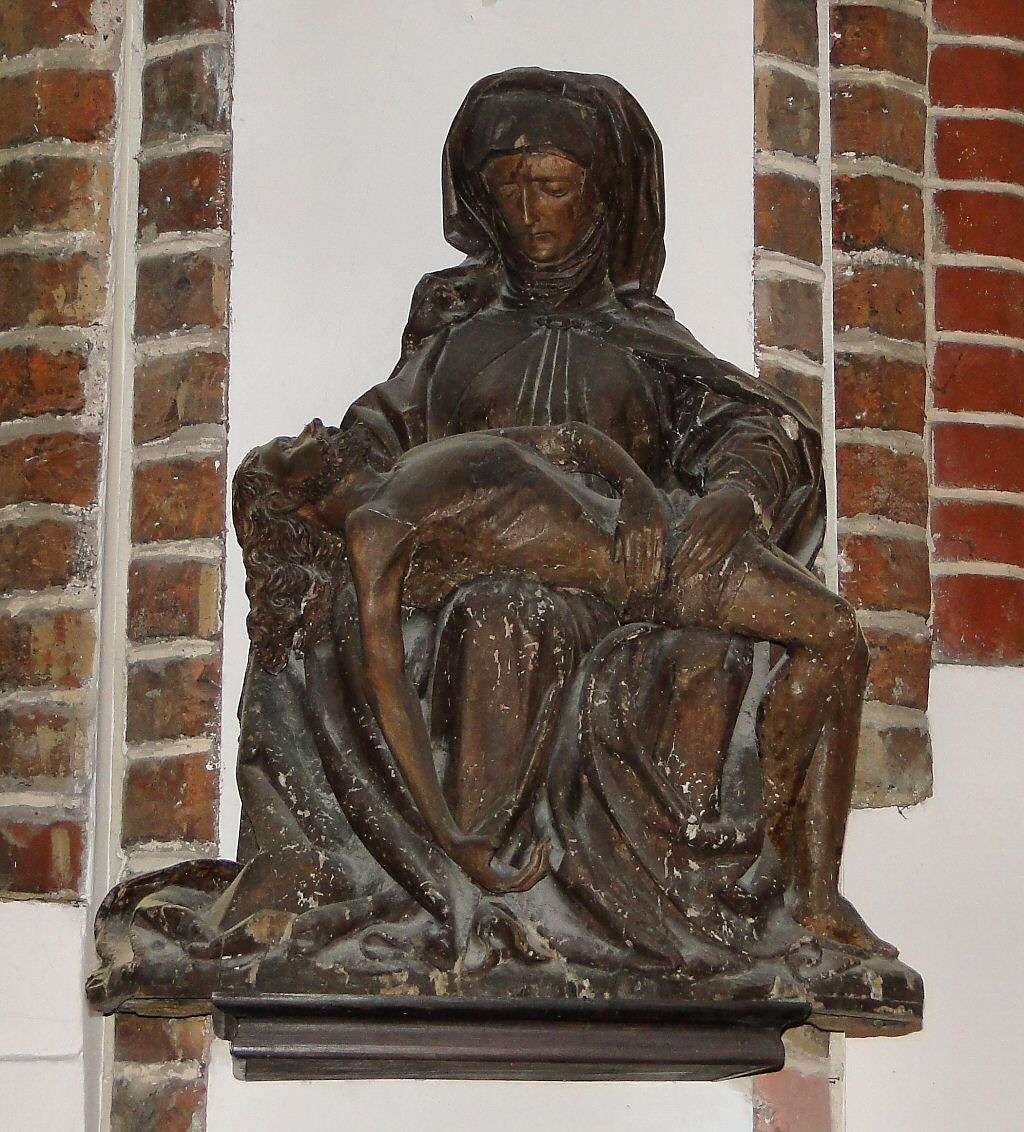
Piëta